# Better Than Home
Better Than Home – siódmy album studyjny amerykańskiej piosenkarki Beth Hart. Wydawnictwo ukazało się 10 kwietnia 2015 roku nakładem wytwórni muzycznej Provogue Records. Album został wyprodukowany przez Roba Mathesa oraz Michaela Stevensa. Materiał był promowany teledyskiem do utworu „Mama This One's for You”.

## Lista utworów
Opracowano na podstawie materiału źródłowego.
| Nr  | Tytuł utworu                                | Autorzy   | Długość |
| --- | ------------------------------------------- | --------- | ------- |
| 1.  | „Might as Well Smile”                       | Beth Hart | 4:01    |
| 2.  | „Tell 'Em to Hold On”                       | Hart      | 4:24    |
| 3.  | „Tell Her You Belong to Me”                 | Hart      | 5:56    |
| 4.  | „Trouble”                                   | Hart      | 4:42    |
| 5.  | „Better Than Home”                          | Hart      | 4:37    |
| 6.  | „St. Teresa”                                | Hart      | 5:07    |
| 7.  | „We're Still Living in the City”            | Hart      | 4:20    |
| 8.  | „The Mood That I'm In”                      | Hart      | 3:55    |
| 9.  | „Mechanical Heart”                          | Hart      | 4:16    |
| 10. | „As Long as I Have a Song”                  | Hart      | 3:25    |
| 11. | „Mama This One's for You” (utwór dodatkowy) | Hart      | 3:26    |
|     |                                             |           | 48:09   |

## Listy sprzedaży
| Lista                | Kraj              | Pozycja |
| -------------------- | ----------------- | ------- |
| Ö3 Austria Top 40    | Austria           | 11      |
| Ultratop             | Belgia (Flandria) | 59      |
| Ultratop             | Belgia (Walonia)  | 41      |
| Tracklisten          | Dania             | 39      |
| MegaCharts           | Holandia          | 1       |
| SNEP                 | Francja           | 39      |
| Media Control Charts | Niemcy            | 11      |
| VG-lista             | Norwegia          | 16      |
| Billboard 200        | Stany Zjednoczone | 133     |
| Schweizer Hitparade  | Szwajcaria        | 5       |
| Sverigetopplistan    | Szwecja           | 47      |
| UK Albums Chart      | Wielka Brytania   | 33      |